# Гленда Джексон
Гленда Джексон (англ. Glenda Jackson; 9 травня 1936, Беркенгед, Чешир — 15 червня 2023, Лондон) — британська акторка і політична діячка, здобула популярність виконанням ролей вольових, розумних жінок в кіно, телефільмах і спектаклях 1960-х і 1970-х років.

## Біографія
Гленда Джексон народилася 9 травня 1936 року в робітничій сім'ї поблизу Ліверпуля. У 16 років кинула школу заради участі в аматорській трупі. Слава до неї прийшла через десять років, коли вона зіграла Шарлотту Корді у скандальному спектаклі Пітера Брука «Марат / Сад». Екранізація цієї постановки була її першою помітною роботою в кіно.
У 1969 році розпочалася співпраця Джексон з режисером Кеном Расселлом, яка принесла їй «Оскар» за найкращу жіночу роль за екранізацію роману Девіда Герберта Лоуренса «Закохані жінки» (Women in Love). Через чотири роки акторка була знову удостоєна цієї нагороди, цього разу за роль у комедії «Як у кращих домах» (A Touch of Class).
Серед найяскравіших ролей Гленда Джексон у кіно — Антоніна Мілюкова, божевільна дружина П. І. Чайковського в «Любителях музики» (The Music Lovers, 1970); самотня жінка, якій доводиться ділити свого коханого з його коханцем у «Неділя, проклята неділя» (Sunday Bloody Sunday, 1971); Гедда Габлер в екранізації однойменної п'єси Ібсена (1975); Сара Бернар в кінобіографії «Неймовірна Сара» (1976) і Патріція Ніл в «Історії Патрісії Ніл» (1981); Олена Боннер у британському телефільмі «Сахаров» (1984).
Серед нагород Гленда Джексон — декілька премій «Тоні» за театральні роботи і «Еммі» за головну роль в телесеріалі про Єлизавету I (1971).
Нагороджена також Орденом Британської імперії.
З 1990 року Гленда Джексон повністю присвятила себе політичній кар'єрі. Вона обралася до складу Парламенту від Лейбористської партії у 1992 р., а через п'ять років увійшла до складу уряду Тоні Блера. У 2000 р. невдало балотувалася на посаду мера Лондона. Є критиком політики уряду лейбористів в Іраку.
Гленда Джексон померла 15 червня 2023 року в себе вдома у Лондоні після нетривалої хвороби в 87-річному віці.